# Exit - Uscita di sicurezza
Exit - Uscita di sicurezza è stato un programma televisivo italiano di genere rotocalco, condotto da Ilaria D'Amico e andato in onda su LA7 per sette edizioni.

## Il programma
Il programma proponeva inchieste, approfondimenti e interviste su temi di attualità, politica e cronaca.
Exit - Files era una variante del programma, in onda fino a giugno 2010, ed era incentrato su inchieste giornalistiche.